# Evangelische Stadtkirche Besigheim

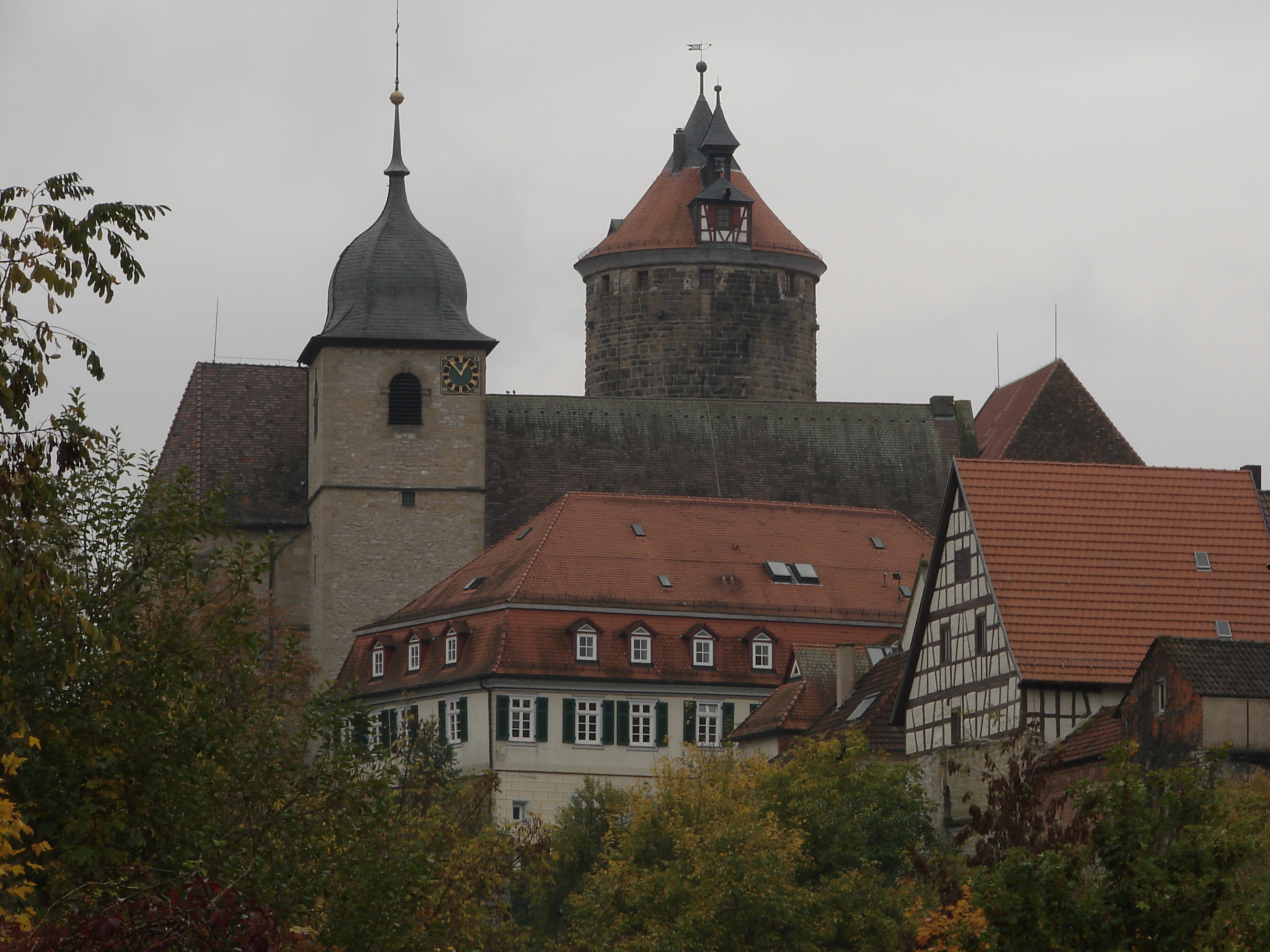
Blick von der Besigheimer Neckarseite zur Stadtkirche. Vor der Kirche die ehemalige Lateinschule mit ihrem Mansarddach, hinter der Kirche der Schochenturm

Die Evangelische Stadtkirche Besigheim ist ein gotisches Kirchenbauwerk in Besigheim, dessen ältester Teil, der Chor, auf 1369 datiert ist und das auf ein älteres Vorgängerbauwerk zurückgeht. Die dem heiligen Cyriakus geweihte Kirche wurde im Laufe der Zeit mehrfach umgebaut. Das bedeutendste Kunstdenkmal der Kirche ist der geschnitzte Hochaltar aus dem 16. Jahrhundert.

## Geschichte
Die einschiffige gotische evangelische Stadtkirche befindet sich am oberen Ende der Besigheimer Altstadt, gleich hinter dem Schochenturm. Vermutlich gab es an gleicher Stelle zuvor eine romanische Stadtkapelle. 1279 wurde erstmals urkundlich eine Kirche in Besigheim erwähnt. Der Chor der heutigen Kirche wurde 1383 geweiht. 1448 wurde das Langhaus vollendet. Spätestens 1484 wurde die Kirche dem Heiligen Cyriakus geweiht. Zwischen 1520 und 1529 wurde der bis heute erhaltene 13 Meter hohe Hochaltar in der Kirche aufgestellt.
Bereits 1524 soll ein lutherischer Pfarrer in Besigheim auf Befehl des Truchsess von Waldburg von der Kanzel verdrängt worden sein. Die Kirche wurde dennoch im Zuge der Reformation in der Markgrafschaft Baden zwischen 1555 und 1557 zum evangelischen Gotteshaus reformiert.

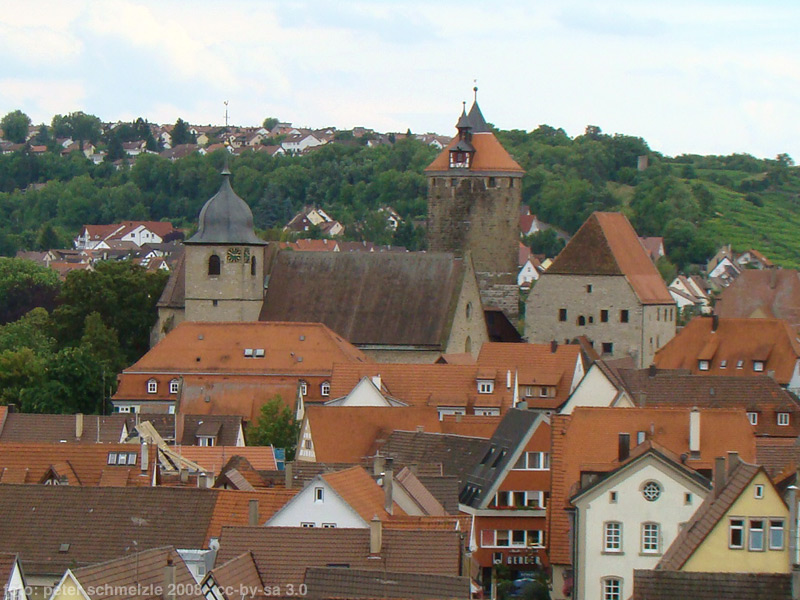
Blick über die Altstadt zu Evang. Stadtkirche und Schochenturm

Das Kirchengebäude wurde im Laufe der Jahrhunderte vielfach renoviert und umgestaltet. Der Eingang zum Käppele datiert auf 1545, 1570 soll das Langhaus neu überdacht worden sein. Im Jahr 1601 wurde die Orgel erneuert, damals soll die Decke weiß getäfelt gewesen sein. 1612 wurde ein neuer Kanzeldeckel beschafft. Der Chor soll bis ins 19. Jahrhundert mit stehenden und liegenden Grabdenkmälern geschmückt gewesen sein, die jedoch den verschiedenen Umgestaltungen zum Opfer fielen. 1685 wurde der Zugang zur Sakristei geschaffen.
Die Kirche wurde während des pfälzischen Erbfolgekrieges 1693 von den Franzosen verwüstet, wobei alle hölzernen Einrichtungsgegenstände (Altäre, Kanzel, Gestühl) mit Ausnahme des Hochaltars verbrannten, anschließend jedoch wiederbeschafft wurden (Orgel 1699, Gestühl bis 1703).
1749 wurde die Kirche erneut repariert, 1791 entstanden die seitlichen Eingänge an der Westseite. 1795 wurde der Kirchturm, ein Chorseitenturm, erhöht. Statt eines Spitzdachs erhielt er sein Kuppeldach. Die Erhöhung des Turms war nötig geworden, da man angeblich schon hundert Jahre zuvor die Glocken in der Stadt und auf dem Feld nicht hören konnte. Auch nach dieser Erhöhung ist der Turm im Verhältnis zur Kirche auffallend niedrig.
1847 wurde die Kirche erhöht und die Orgel aus dem Chor auf die Westseite verlegt, außerdem wurden Emporen eingezogen und ein neuer Altar sowie ein neuer Taufstein gesetzt. 1875 wurde das Gestühl im unteren Schiff erneuert und der quer vor dem Chor befindliche Lettner entfernt. 1913 wurde eine neue Orgel mit 32 Registern und 1786 Pfeifen bei der Orgelbauanstalt Walcker in Ludwigsburg angeschafft, wobei das alte Orgelgehäuse von 1699 teilweise wiederverwendet wurde.

## Beschreibung

### Gebäude
Die evangelische Stadtkirche ist ein Kirchengebäude mit nach Osten ausgerichtetem Chor im Stil der Gotik, an den sich nach Westen das einschiffige Langhaus anschließt. Nördlich an den Chor ist ein Turm angebaut. Der Chor weist schlanke Maßwerkfenster und ein steinernes Rippengewölbe mit Ausmalungen auf. Das Langhaus hat eine eingezogene sattelförmige Holzdecke. An der Südwand und am Westgiebel des Langhauses befindet sich eine hölzerne Empore, die über eine Wendeltreppe in der Südwestecke zu erreichen ist. Während die Empore an der Südwand nur einstöckig ist, hat sie am Westgiebel zwei Stockwerke, auf deren oberem sich die Orgel befindet. In der Nordwand des Langhauses ist eine kleine spätgotische Kapelle, das so genannte Käpelle eingefügt. Das gotische Deckengewölbe dieser Seitenkapelle zeigt ornamentale historische Ausmalungen.

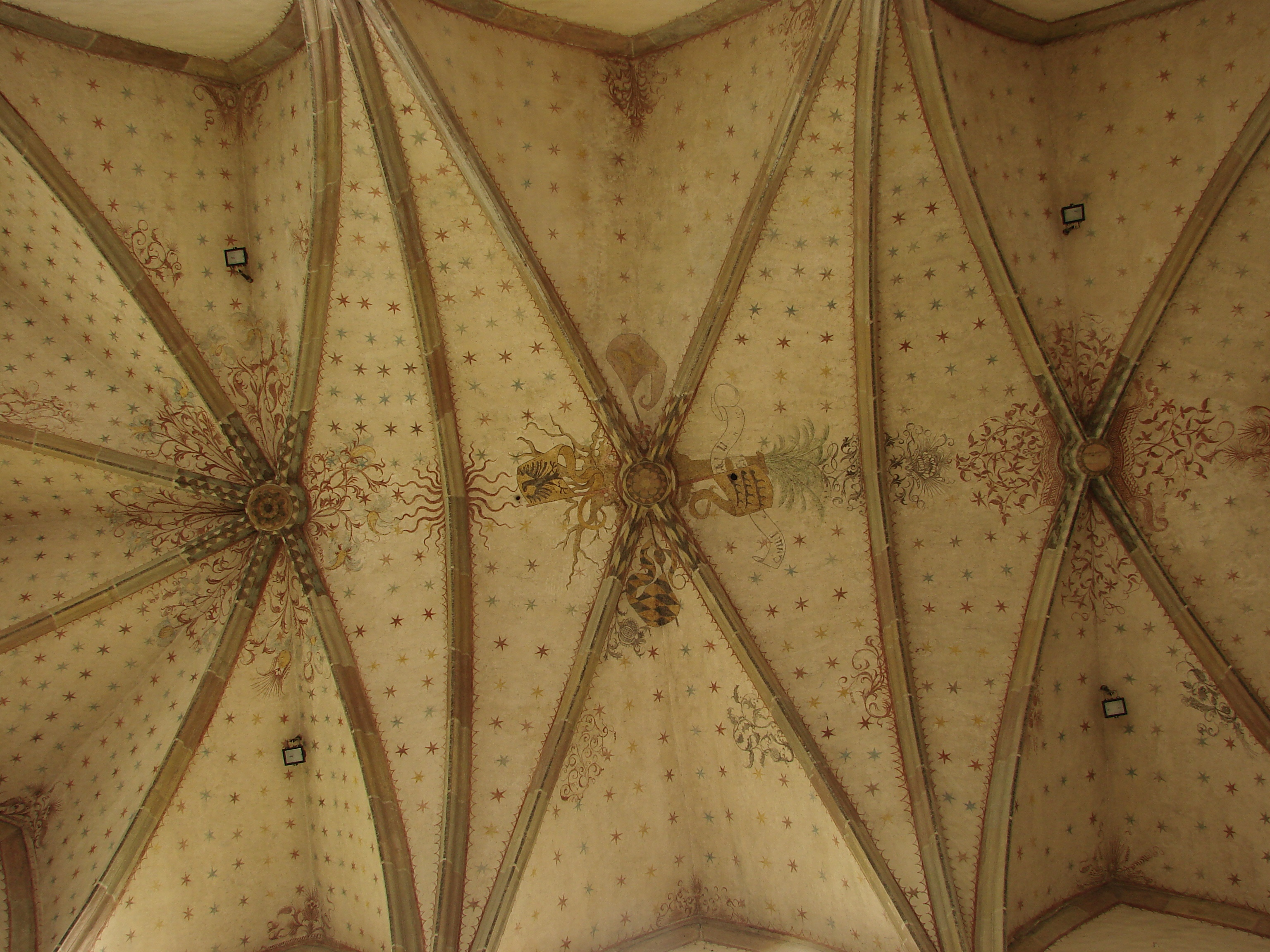
Deckengewölbe im Chor
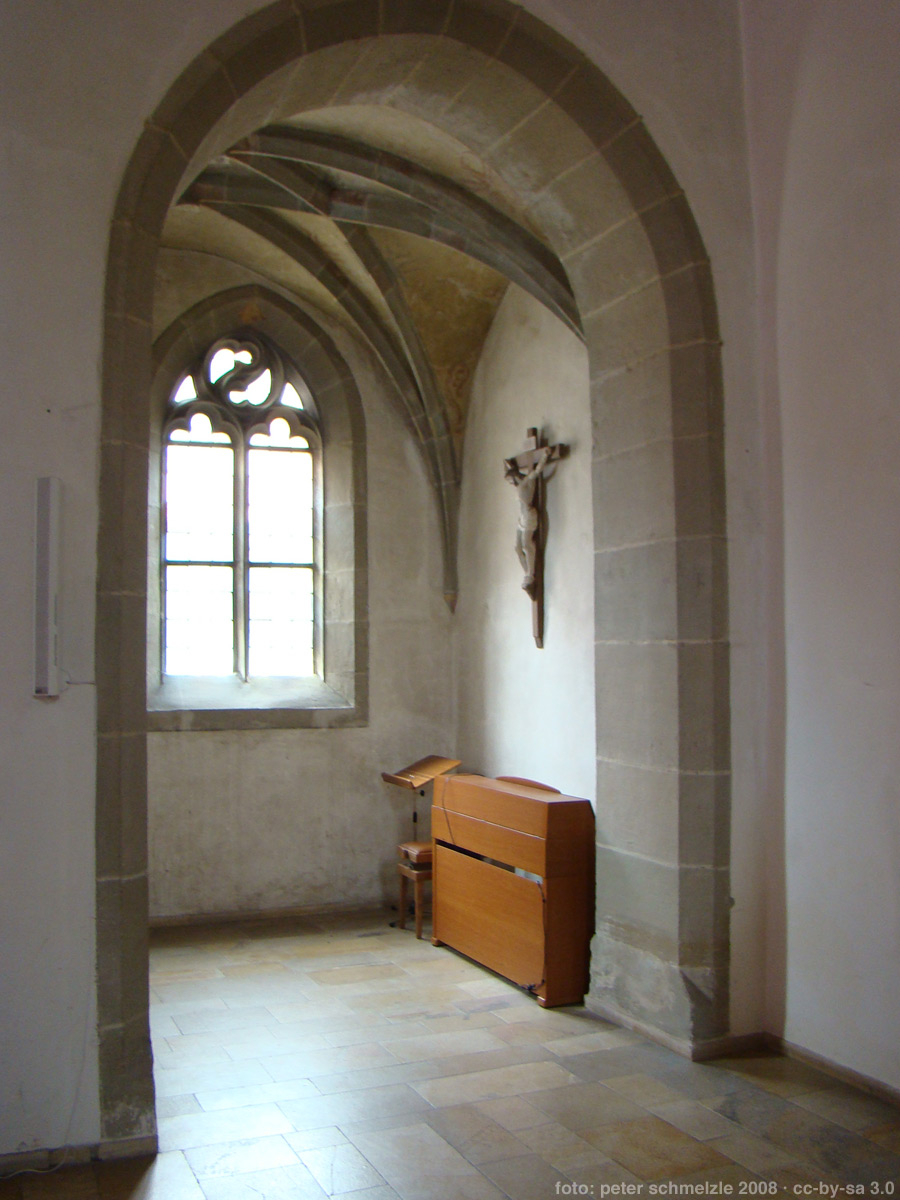
Seitenkapelle
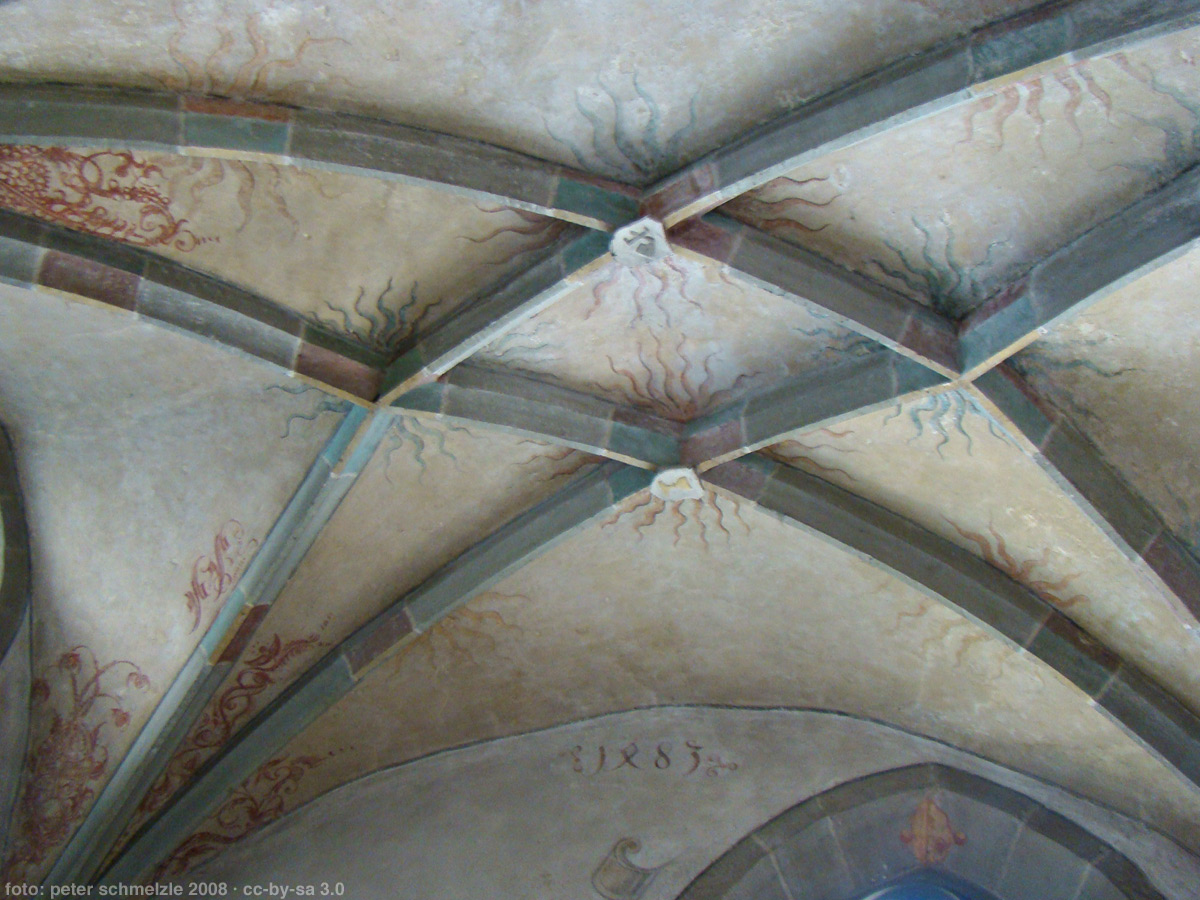
Deckengewölbe der Seitenkapelle

Im Chor befindet sich neben dem historischen Hochaltar noch ein schlichter neuzeitlicher Altar. Eine neuzeitliche Kanzel befindet sich am nördlichen Chorbogen.

### Orgel
Die Orgel der Stadtkirche wurde 1967 von dem Orgelbauer Richard Rensch (Lauffen/N.) erbaut. Das Schleifladen-Instrument hat 30 Register auf drei Manualen und Pedal. Die Spieltrakturen sind mechanisch, die Registertrakturen elektrisch. In den Jahren 2004/2005 wurde die Orgel von den Orgelbaumeistern Scharfe aus Ebersbach/Fils saniert, generalüberholt und klanglich umgestaltet.
| I Rückpositiv C– |       |
| Bourdon          | 8′    |
| Praestant        | 4′    |
| Koppelflöte      | 4′    |
| Sesquialter II   | 2 ⁄3′ |
| Flachflöte       | 2′    |
| Scharff IV       |       |
| Cromorne         | 8′    |
| Tremulant        |       |

| II Hauptwerk C– |     |
| Bourdon         | 16′ |
| Prinzipal       | 8′  |
| Flöte           | 8′  |
| Viola di Gamba  | 8′  |
| Oktave          | 4′  |
| Nasard          | 3′  |
| Superoktave     | 2′  |
| Mixtur IV-V     |     |
| Trompete        | 8′  |

| III Schwellwerk C– |    |
| Bourdon            | 8′ |
| Salicional         | 8′ |
| Voix céleste       | 8′ |
| Flute              | 4′ |
| Cornet III         |    |
| Basson-Hautbois    | 8′ |
| Tremulant          |    |

| Pedal C–      |     |
| Prinzipal     | 16′ |
| Subbaß        | 16′ |
| Oktave        | 8′  |
| Gemshorn      | 8′  |
| Choralbass    | 4′  |
| Hintersatz IV |     |
| Posaune       | 16′ |
| Trompete      | 8′  |

- Koppeln: I/II, III/II, III/I, I/P, II/P, III/P
- Spielhilfen: 2048-fache elektronische Setzeranlage

### Hochaltar

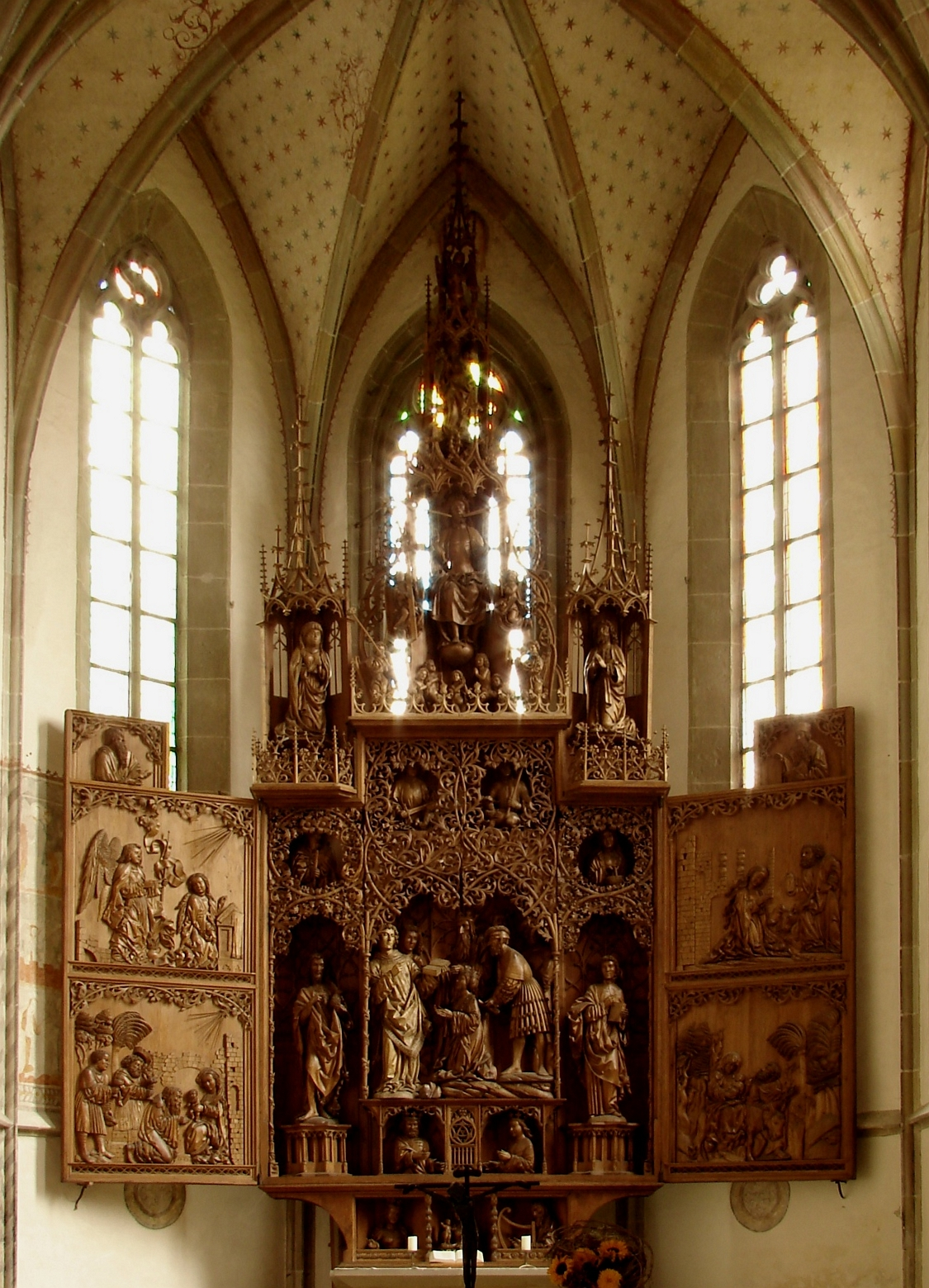
Hochaltar in der evangelischen Stadtkirche

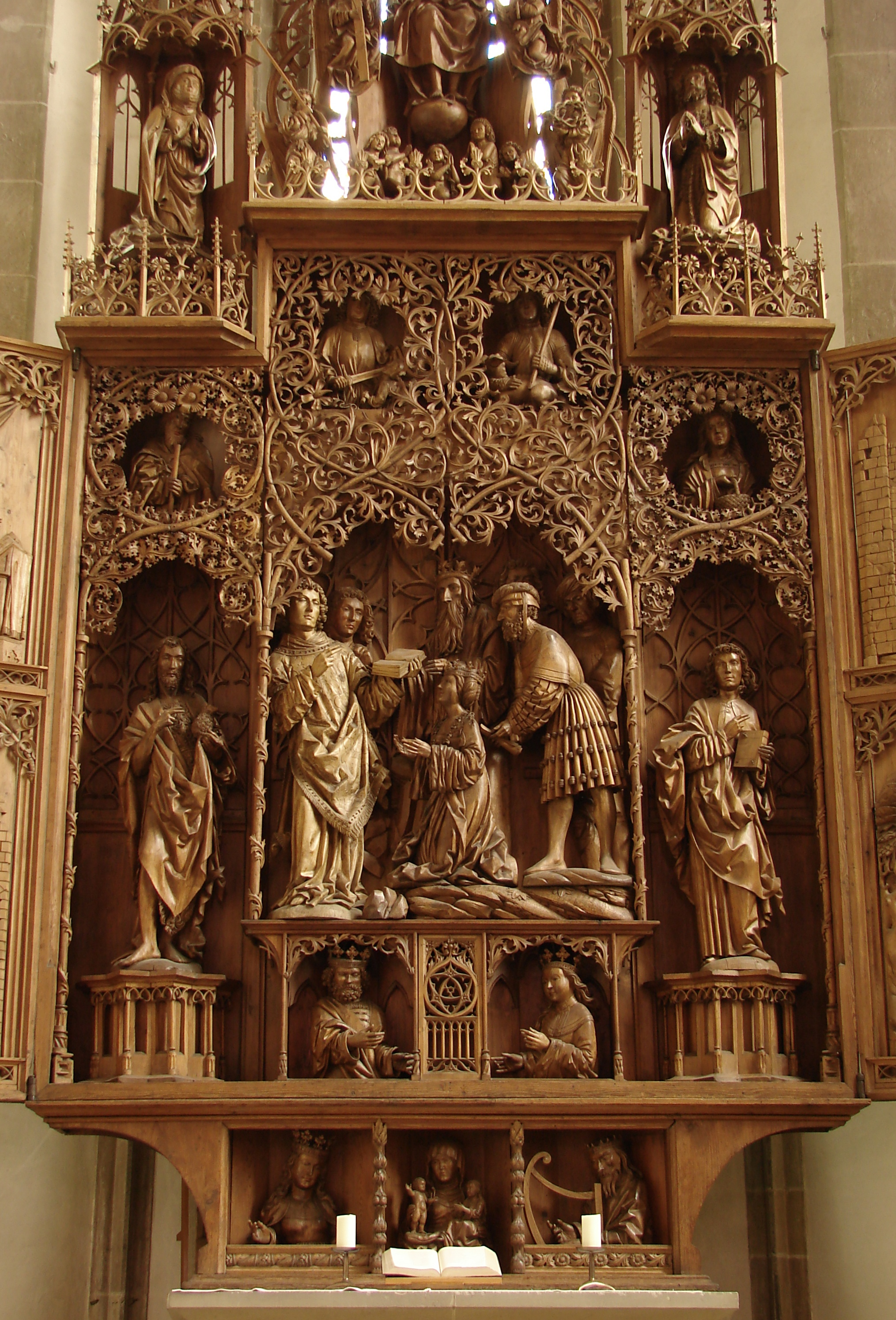
Mittelteil des Altars mit der Cyriakus-Szene

Besonderes Schmuckstück der Kirche ist der aus Lindenholz geschnitzte Hochaltar im Chor, einer der größten und künstlerisch bedeutendsten Schnitzaltäre dieser Art. Er wurde zwischen 1520 und 1529 aufgestellt und hat eine Höhe von rund 13 Metern, seine Breite beträgt bei geschlossenen Flügeltüren vier Meter, bei geöffneten Türen 7 Meter. Er zeigt bereits deutliche Stilelemente der Renaissance, wird jedoch insgesamt noch der Spätgotik zugeordnet. Auf Grund von Stilvergleichen schreibt man ihn dem Künstler Christoph von Urach und seiner Werkstatt zu.
Der Altar zeigt in seinem Zentrum die Legende des Heilige Cyriakus, der Artemia, die Tochter des Kaisers Diokletian, von der Besessenheit heilt. Umgeben ist diese Szene von üppig und fein gestaltetem Blattrankenwerk. Darüber sind die vier Heiligen Rochus, Martin, Georg und Dorothea zu sehen. Über ihnen thront im Gesprenge Christus als Weltenrichter, an seiner Seite Maria und Johannes der Täufer. Auf eigenen Sockeln beiderseits des Mittelbildes zeigen Figuren Johannes den Evangelisten und nochmals Johannes den Täufer. In der Predella, dem unteren Teil, finden wir die Heilige Anna selbdritt. Neben ihr gruppieren sich König David und ihm gegenüber seine Geliebte Batseba, oberhalb der Gruppe finden wir König Salomo und die Königin von Saba. In den beiden Seitenflügeln des Altars ist die Weihnachtsgeschichte, von der Verkündigung an Maria bis zur Flucht nach Ägypten, zu sehen. Die Rückseiten der Altarflügel sind nicht gestaltet.
Der Blick vom Langhaus auf den Hochaltar war lange Zeit teilweise von Orgel und Lettner verdeckt. Der Altar selbst war vielfach beschädigt, er wurde erst 1887 unter Leitung des Bauinspektors Heinrich Dolmetsch durch den Holzbildhauer Edmund Kiefer restauriert. Im Jahr 1900 wurden die Spitzbogenfenster des Chors mit Buntglas ausgelegt, damit man den Hochaltar besser betrachten kann.

### Historischer Bildschmuck

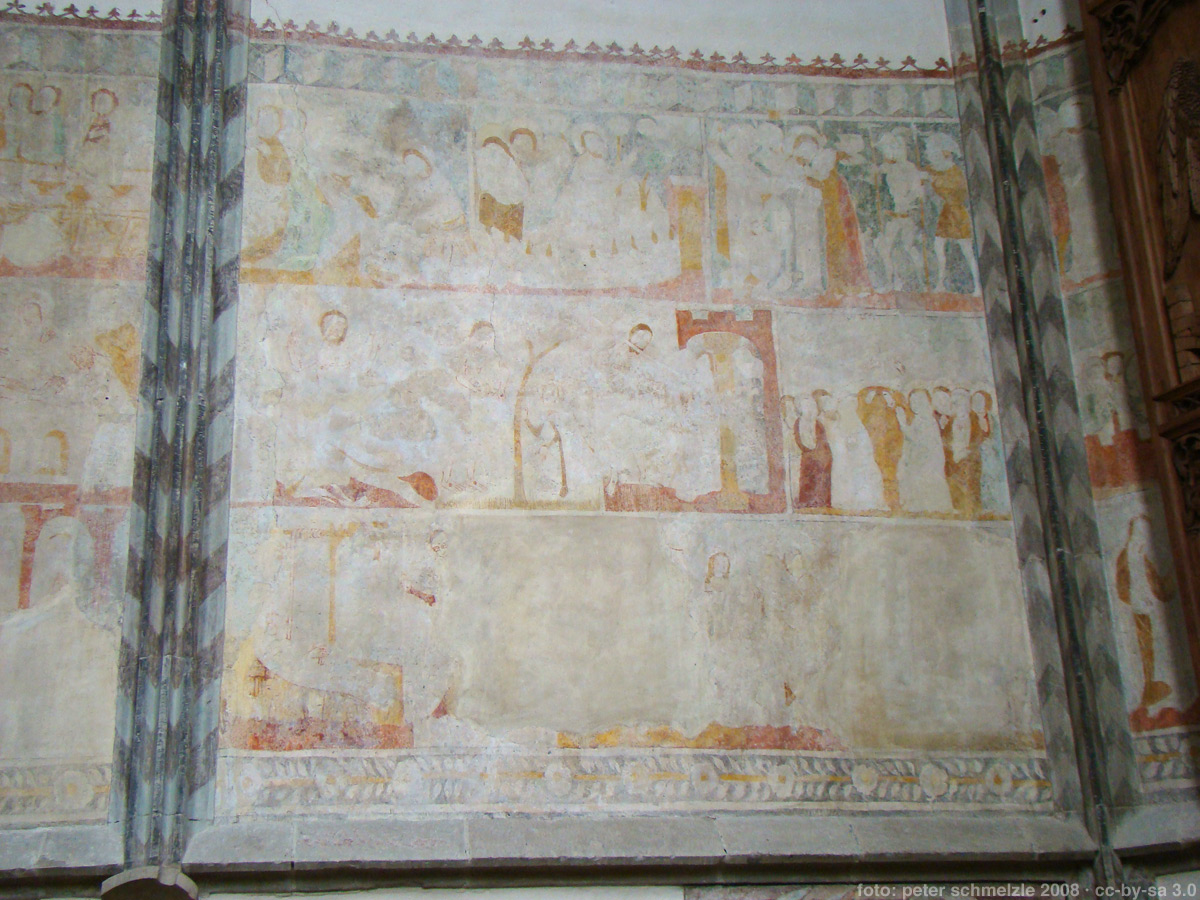
Nordwand des Chors

An der Nordseite des Chors sind Reste farbenfroher gotischer Fresken aus der Zeit um 1380 zu sehen. Sie zeigen das Leben und die Passion Jesu Christi sowie verschiedene Heilige. Bei der Sakramentsnische wurde eine Engelsgestalt freigelegt.
Im Langhaus südlich des Chorbogens konnte der Rest der Ausmalung eines ehemaligen Altarbaldachins, eine Kreuzigungsgruppe, erhalten werden. Die Fehlstelle in der linken Bildhälfte markiert die Stelle, an der sich bis 1966 eine Kanzel befand.
Neben den figürlichen Darstellungen sind in der Kirche auch noch sieben der ursprünglich zwölf Weihekreuze erhalten. In der Kirche sind außerdem mehrere historische Epitaphe zu sehen.

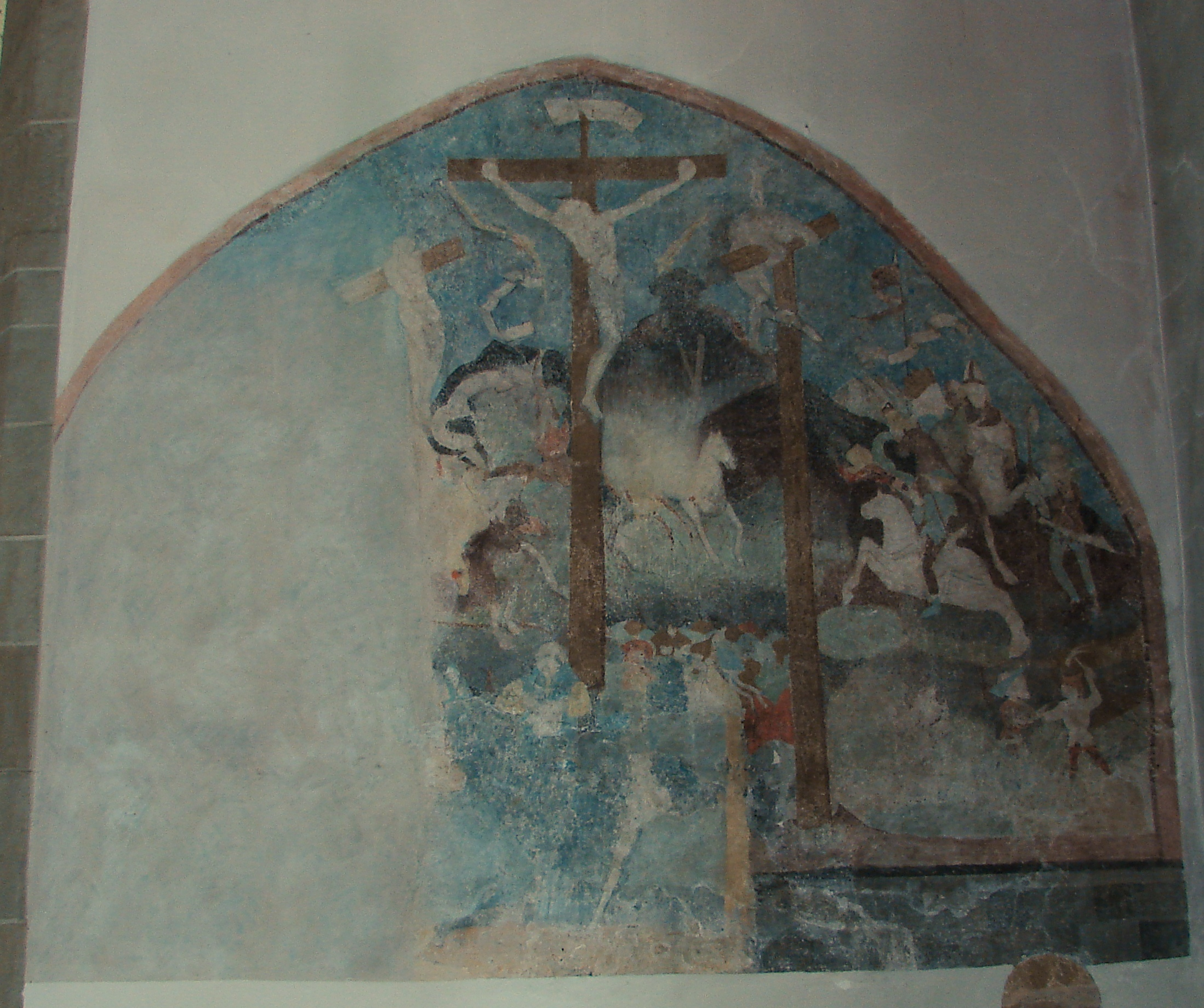
Mittelalterliche Ausmalung im Hauptschiff
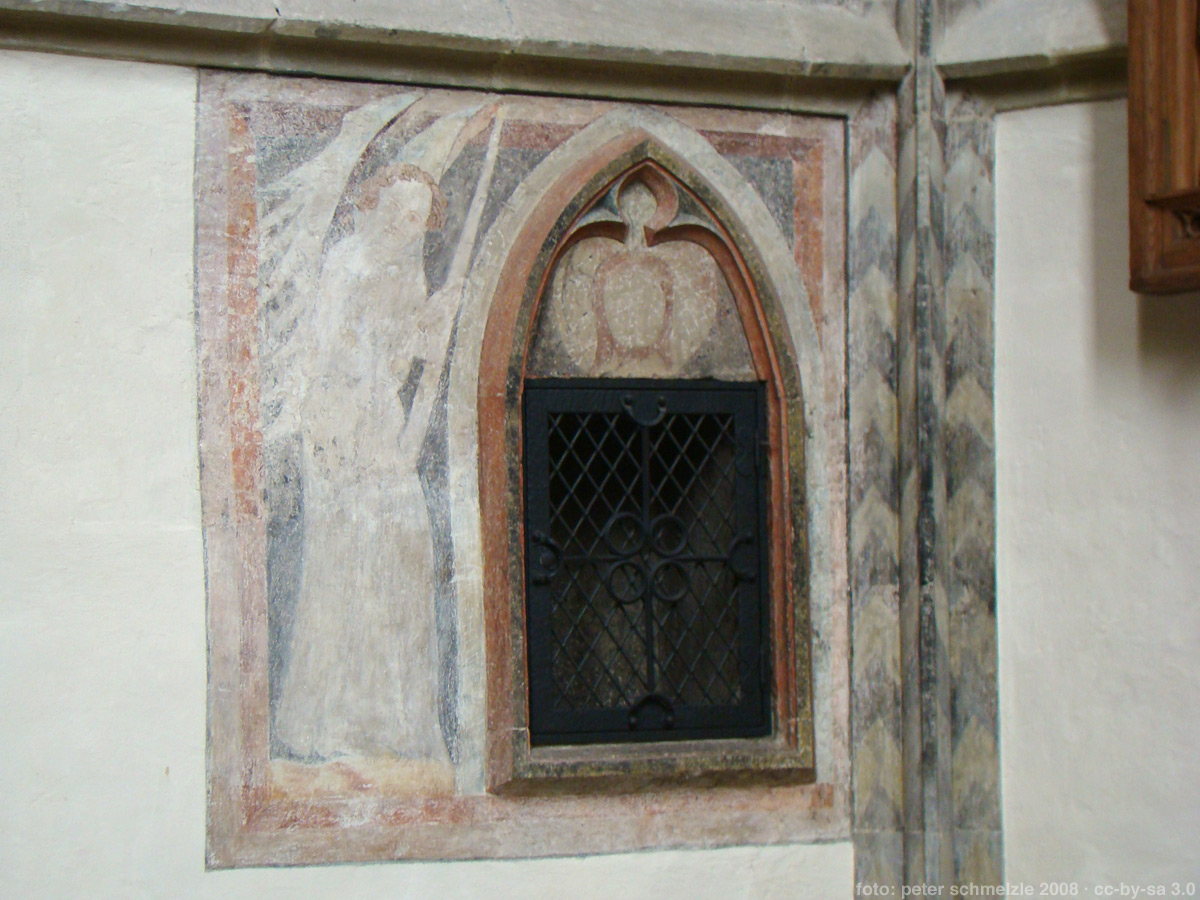
Sakramentsnische mit Fresko
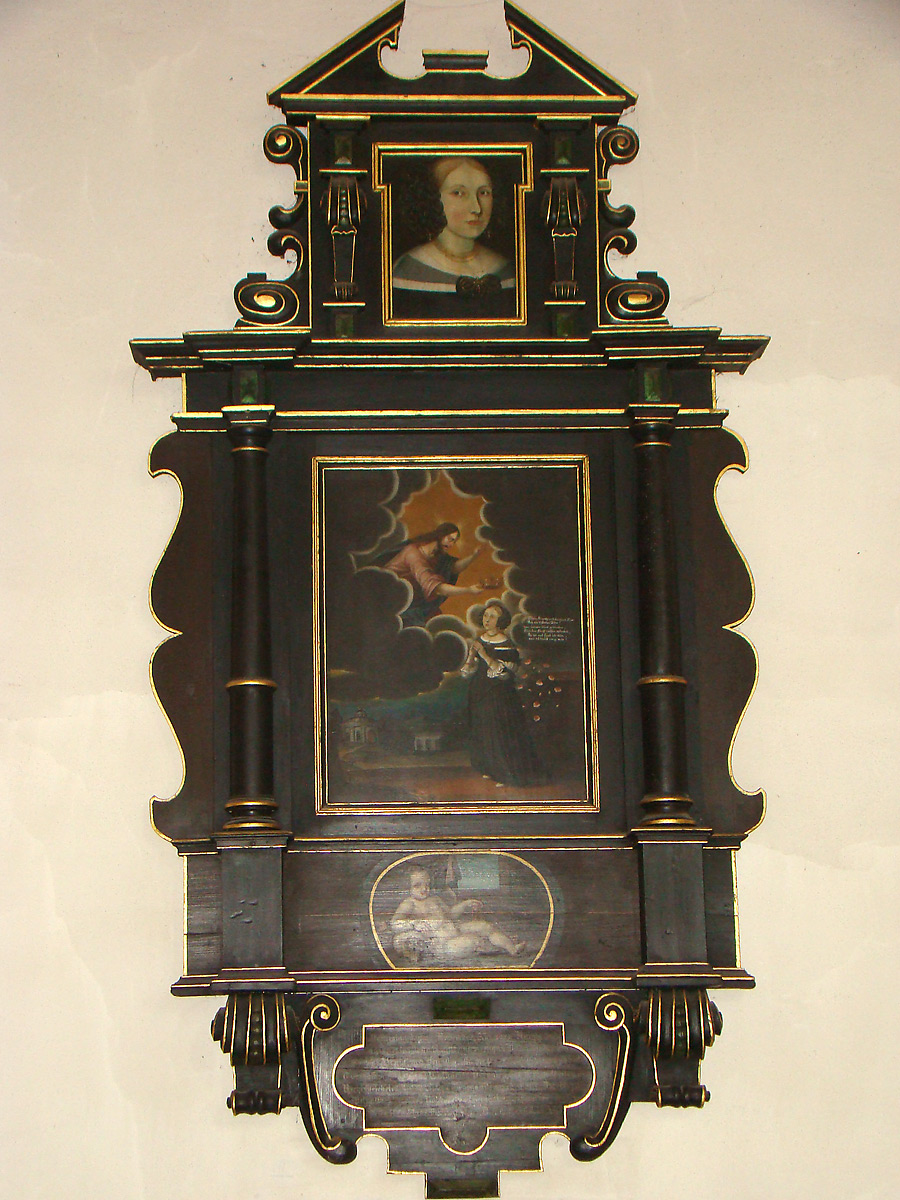
Epitaph
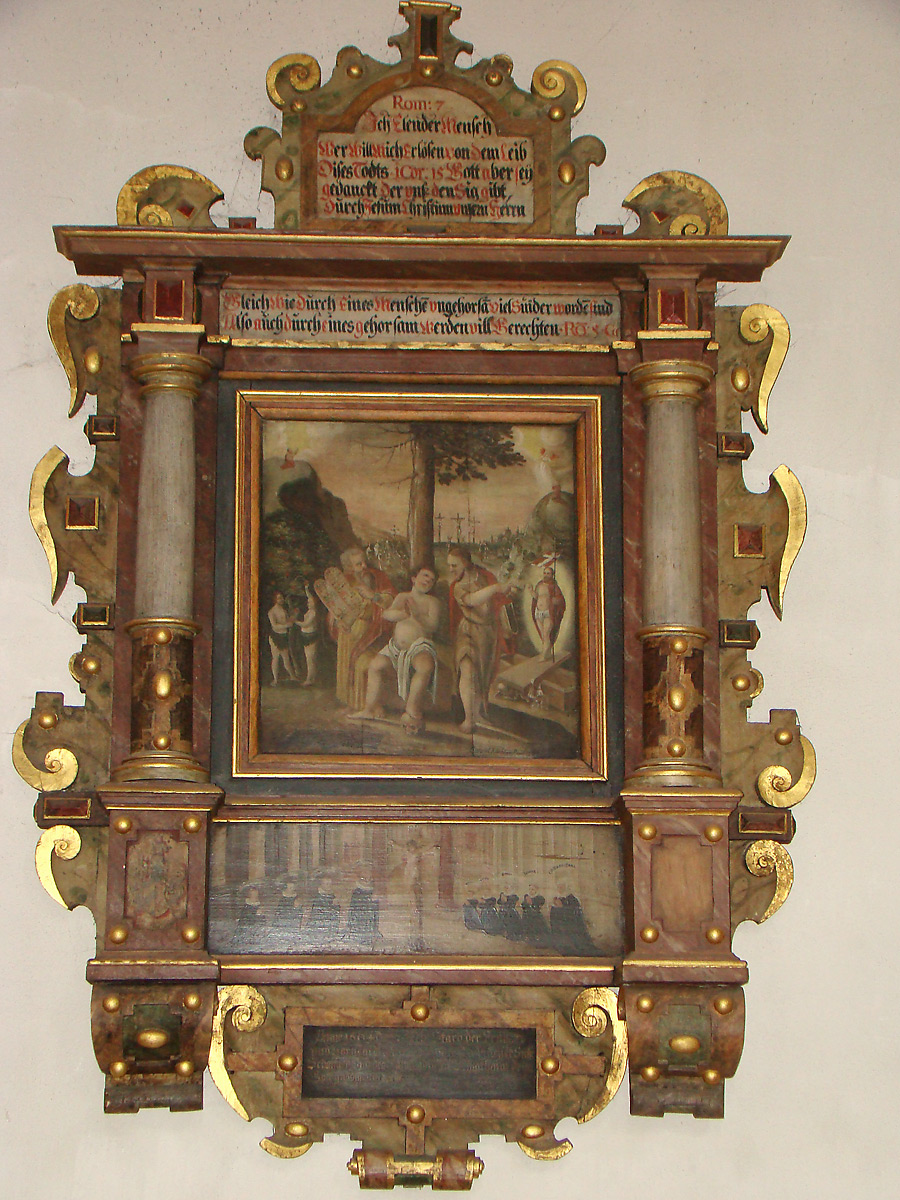
Epitaph

## Glocken
Im verhältnismäßig niederen Kirchturm der Stadtkirche hängen fünf Kirchenglocken:
| Glocke | Name          | Gießer                          | Gussjahr | Durchmesser | Gewicht  | Schlagton |
| ------ | ------------- | ------------------------------- | -------- | ----------- | -------- | --------- |
| 1      | Dominika      | Heinrich Kurtz, Stuttgart       | 1950     | 1471 mm     | 1970 kg0 | cis'      |
| 2      | Betglocke     | Johann Philip Magnus, Stuttgart | 1754     | 1250 mm     | 1200 kg0 | e'        |
| 3      | Kreuzglocke   | Heinrich Kurtz, Stuttgart       | 1950     | 1088 mm     | 785 kg   | fis'      |
| 4      | Zeichenglocke | Heinrich Kurtz, Stuttgart       | 1950     | 0967 mm     | 552 kg   | gis'      |
| 5      | Taufglocke    | Georg Hamm, Kaiserslautern      | 1882     | 0845 mm     | 376 kg   | h'        |